# 弦楽四重奏曲第42番 (ハイドン)
弦楽四重奏曲第42番ニ長調op.33-6は、フランツ・ヨーゼフ・ハイドンによって作曲された弦楽四重奏曲である。
まとめて出版されたop.33「ロシア四重奏曲」6曲（第37-42番）中の6曲目であるため、「ロシア四重奏曲第6番」とも呼ばれる。
- 演奏時間：15分ほど
- 作曲時期：1781年
- 作品番号
  - op. 33, Nr. 6
  - FHE No. 75
  - Hob. III. 42

## 構成
作曲の経緯については、「ロシア四重奏曲」の項を参照のこと。

この第42番ニ長調は、演奏時間は比較的短く、また第38番「冗談」や第39番「鳥」のようなニックネームもないが、全曲にわたり魅力的な楽想をもっている。
- 第1楽章 Vavace assai
- 第2楽章 Andante

ソナタ形式である。表情豊かな楽想による緩徐楽章。
- 第3楽章 Scherzo (Allegretto)
- 第4楽章 Finale (Allegretto)

二つの主題による変奏曲。